# Ng Hui Ern
Ng Hui Ern (* 1. Juni 1991) ist eine malaysische Badmintonspielerin.

## Karriere
Ng Hui Ern belegte 2008 den dritten Platz beim Smiling Fish und bei den Commonwealth Youth Games. 2009 stand sie im Halbfinale der Vietnam Open. Bei den German Open, Macau Open und Australia Open des Jahres 2010 schaffte sie es bis ins Viertelfinale. Im Halbfinale stand sie bei den Vietnam Open des gleichen Jahres, im Finale beim India Grand Prix 2010 und dem Malaysia Open Grand Prix Gold 2010. 2011 nahm sie an der Weltmeisterschaft teil.